# Porfirio Lobo Sosa

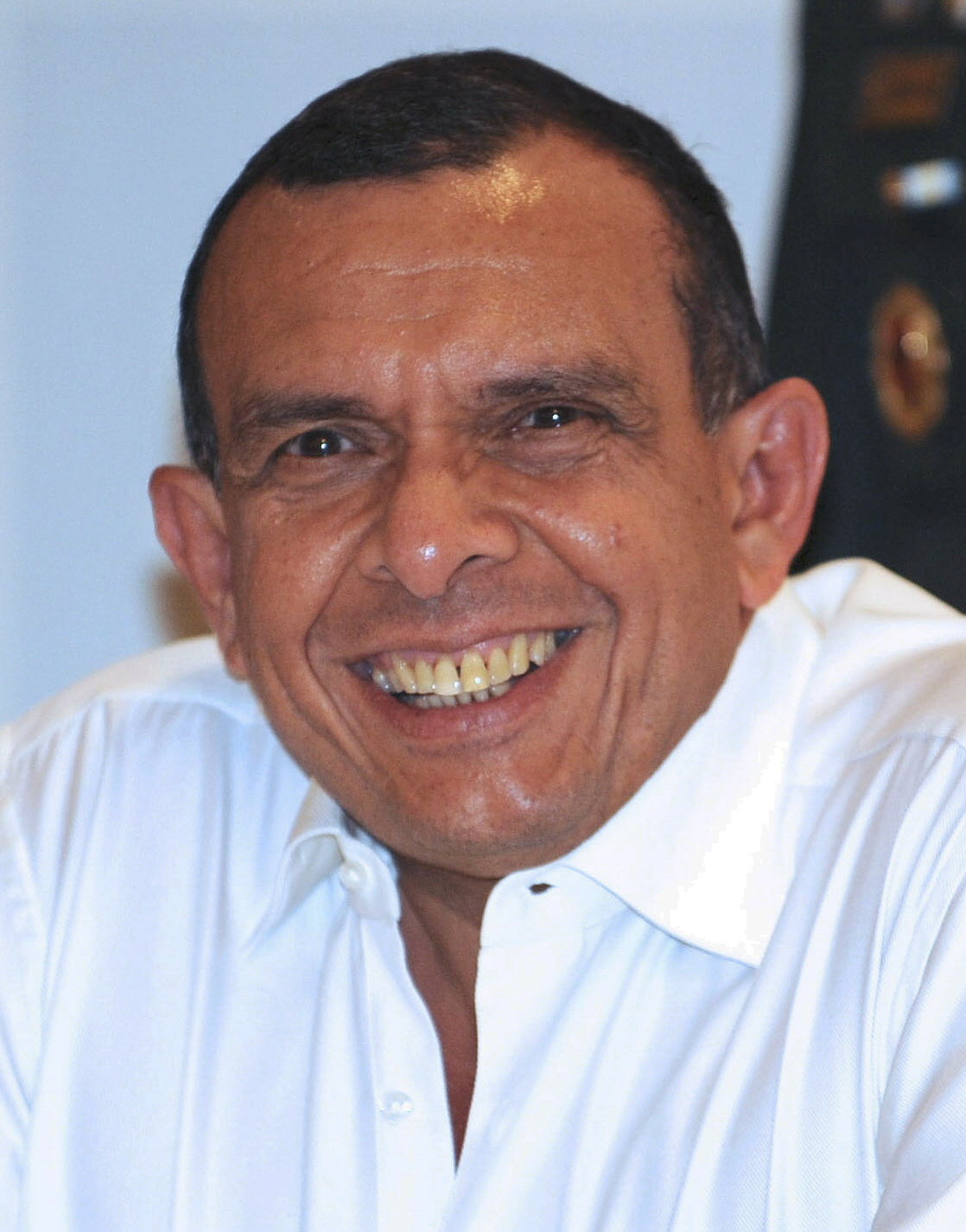
"Pepe" Lobo, 2010.

Porfirio ”Pepe” Lobo Sosa, född 22 december 1947 i Trujillo, Honduras, var Honduras president från 2010 till 2014 och representerar det konservativa partiet. Hans valvinst i november 2009 har blivit kraftigt ifrågasatt, och många oberoende organisationer pekar på omfattande valfusk till fördel för Lobo. Under hans tid vid makten har flera journalister som försökt att granska hans regering mördats. Massmedia i Honduras ägs av intressen som stödjer Lobos regering, och flera journalister vittnar om att de inte tillåts inta en regeringskritisk hållning av rädsla för ägarnas repressalier.
Han deltog i presidentvalet i Honduras 2005 där han förlorade mot Manuel Zelaya. Mellan 2002 och 2006 var han president (talman) i nationalkongressen, det honduranska parlamentet. 